# Соскуа
Со́скуа (фин. Soskua) — посёлок в составе Куркиёкского сельского поселения Лахденпохского района Республики Карелия.

## Общие сведения
Расположен на берегу реки Соскуанйоки. В Соскуа находится  завод по выращиванию малька форели ЗАО «Вирта», водопад с остатками построенной финнами гидроэлектростанции.
К посёлку подходит дорога местного значения 86К-106 («Подъезд к п. Соскуа»). Расстояние до районного центра Лахденпохья — 41 км.

## Население
| 2002 | 2009 | 2010 | 2013 |
| ---- | ---- | ---- | ---- |
| 11   | ↘7   | ↗22  | ↗28  |

## Улицы
- Дачная улица
- Луговая улица
- Мостовая улица